# Bessel (voornaam)
De voornaam Bessel is een niet zo vaak meer gebruikte jongensnaam. Bessel is van oorsprong een Friese naam, maar was vroeger meer verbreid. Vanouds komt de naam nog wel voor in Nijkerk, Hoevelaken en omstreken.

## Betekenis
Mogelijk is de naam Bessel een vleivorm van een eenstammig verkorte ber-naam (ber(n)- 'beer') van een bert-naam (Bert- betekent: schitterend, glanzend, stralend; zie ook: Brecht). 

## Afleidingen
Er zijn van de grondvorm Bessel zowel mannelijke als vrouwelijke varianten:
- Bessela (v), voorbeeld van beide vormen (m/v) uit de 15e eeuw in Noord-Brabant
- Bessele (m), komt voor in Friesland
- Besselina (v), komt voor in Friesland
- Besseline (v), komt voor in Friesland
- Bessella (v), voorbeeld van beide vormen (m/v) uit de 15e eeuw in Noord-Brabant
- Besseltje (v), komt voor in Friesland

## Bekende personen met de voor- of achternaam Bessel
- Bessel Kok, Nederlands ondernemer en schaakpromotor
- Friedrich Bessel (1784-1846), Duits astronoom en wiskundige.

- Bessel
- Bessel-Kok
- Bessel (voornaam)
- Bessel Kok
- Bessel van der Kolk
- Besselaar
- Besselaar (buurtschap)
- Besselellipsoide
- Besselfjord
- Besselfunctie
- Besselfuncties
- Besselsbreen
- Besselse functies
- Besselsleigh